# Rhinozerosvogel

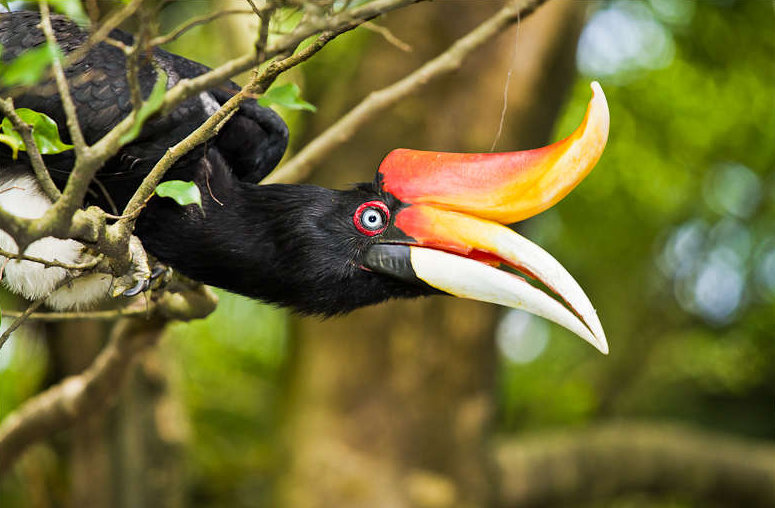
Rhinozerosvogel, Weibchen
(Buceros rhinozeros)

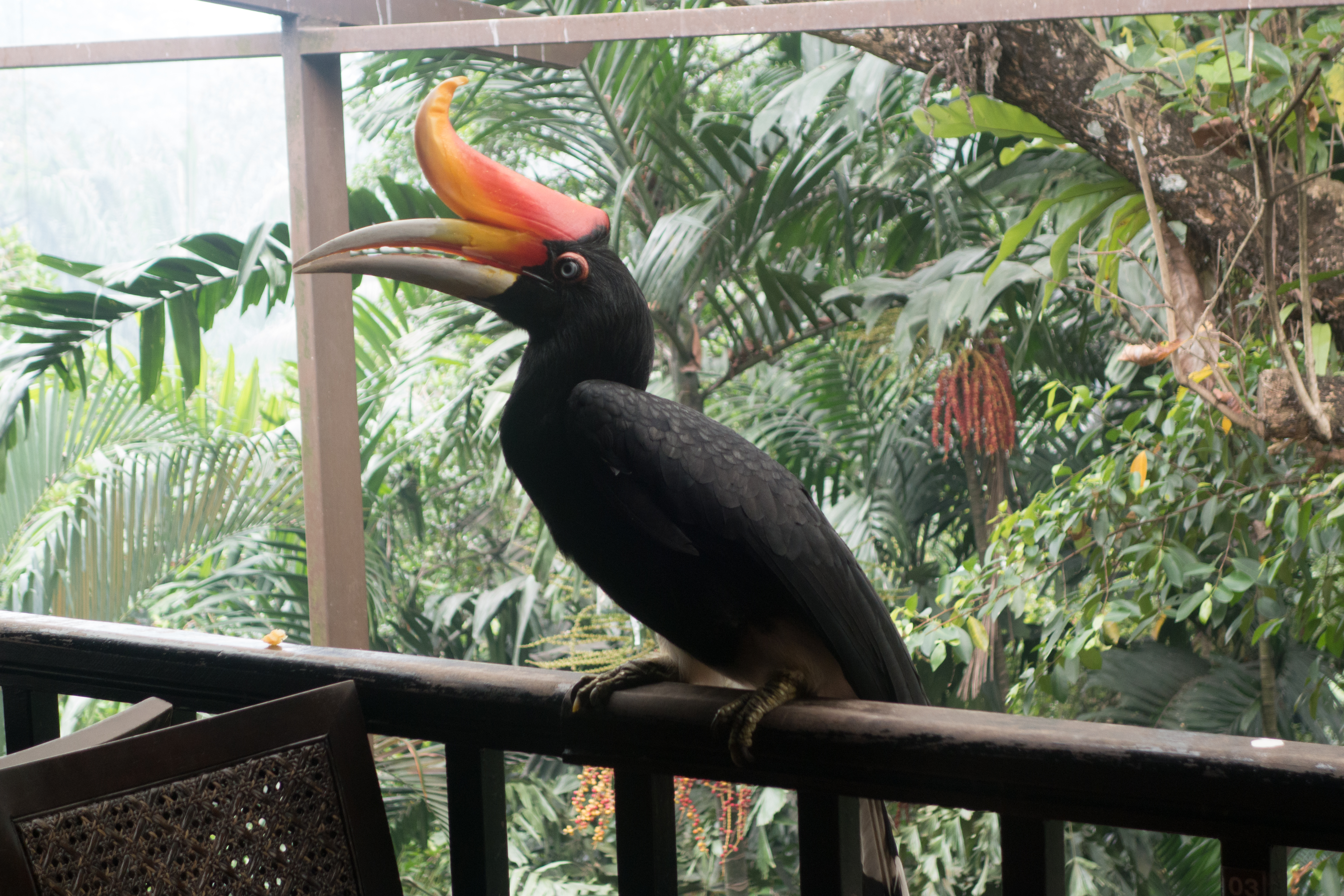
Rhinozerosvogel, Weibchen

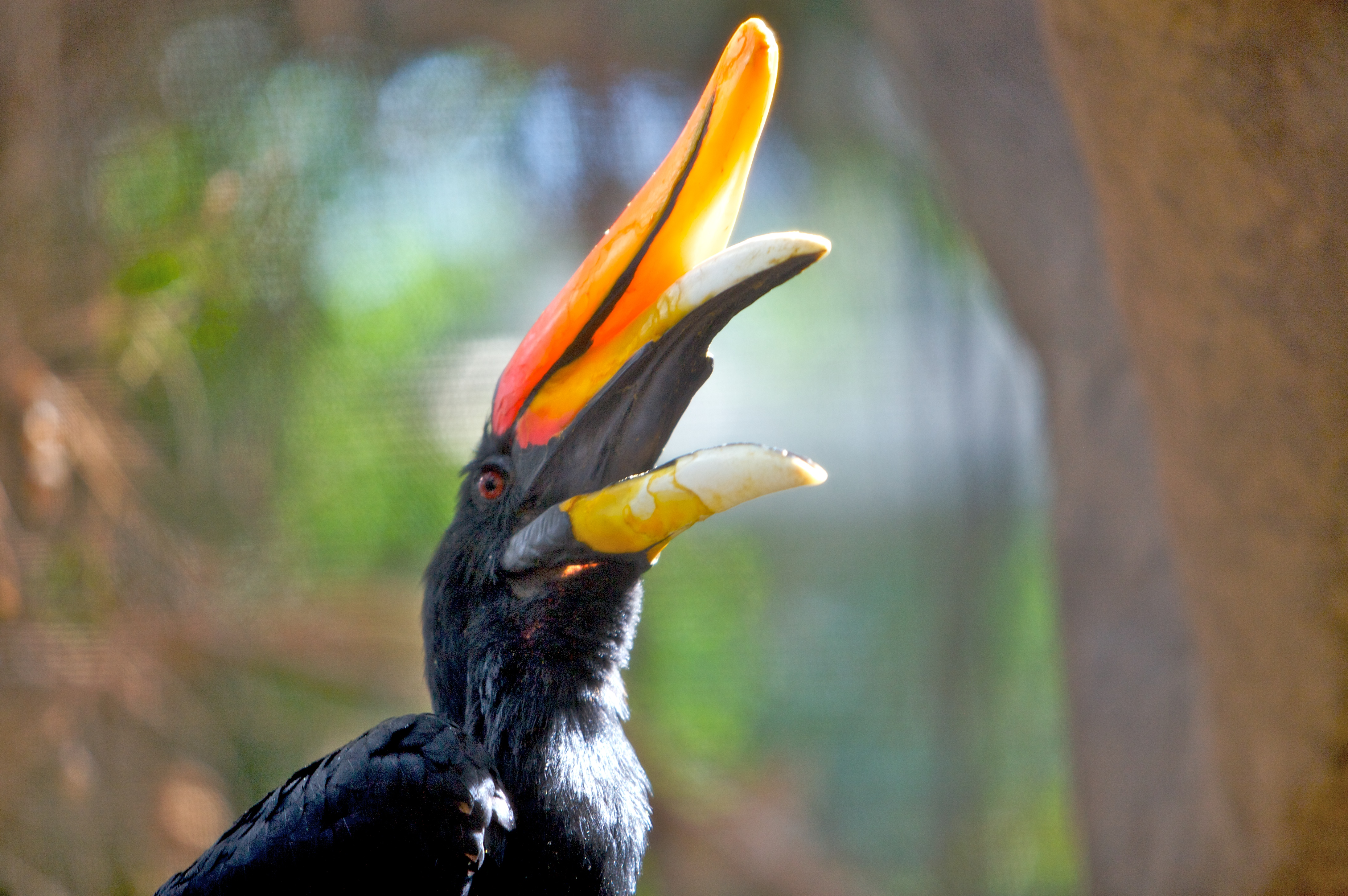
Männchen mit geöffnetem Schnabel

Der Rhinozerosvogel (Buceros rhinoceros) ist eine Vogelart aus Südostasien und eine der größten Arten aus der Familie der Nashornvögel. Die Art bildet eine Superspezies mit dem Doppelhornvogel (Buceros bicornis). Es werden in dem großen Verbreitungsgebiet des Rhinozerosvogels zwei Unterarten unterschieden.
Wie alle Nashornvögel ist auch der Rhinozerosvogel ein Höhlenbrüter. Das Weibchen verbringt bis zu drei Monate eingemauert in einer Baumhöhle. Das Männchen versorgt in dieser Zeit zunächst sie und später auch die Jungvögel mit Nahrung.
Die Bestandssituation des Rhinozerosvogels wird von der IUCN als gefährdet (vulnerable) eingestuft.

## Beschreibung
Der Rhinozerosvogel erreicht eine Größe von 80 bis 90 cm sowie ein Gewicht von 2 bis 3 Kilogramm. Bei der Nominatform liegt das Durchschnittsgewicht bei 2,6 Kilogramm. Von der Gesamtlänge dieser Nashornvogelart entfallen bei den Männchen durchschnittlich knapp 38 und bei den Weibchen 35 Zentimeter auf den Schwanz. Der Schnabel erreicht bei den Männchen eine Länge zwischen 27 und 34 Zentimeter, bei den Weibchen bleibt er etwas kleiner und hat eine Länge von 22,5 bis 27 Zentimeter. Der Geschlechtsdimorphismus ist nur schwach ausgeprägt.

### Erscheinungsbild der Nominatform
Bei dem Männchen sind bis auf den weißen Unterbauch, die weißen Schenkel und die weißen Unterschwanzdecken das gesamte Körpergefieder schwarz. Der Schwanz ist weiß mit einem breiten schwarzen Querband in der Mitte.
Besonderes Merkmal ist der große, gebogene Schnabel. Er ist von der Grundfarbe her blassgelb bis elfenbeinweiß. Seine auffällige orange bis orangegelbe Färbung erhält er durch das Sekret der Bürzeldrüse, mit der der Rhinozerosvogel sein Gefieder pflegt. Wie viele der Nashornvogelarten bildet der Rhinozerosvogel einen ausgeprägten hornartigen Aufsatz aus lockerem Knochengebälk aus. Dieser ist durch das Bürzelsekret ebenfalls gelblich bis rötlich gefärbt. Die Entwicklung des Hornaufsatzes ist individuell verschieden. Dabei spielt auch eine Rolle, wie häufig die Vögel ihren Schnabel und das Horn an Ästen oder Ähnlichem reiben.
Männchen haben schwarz umrandete rote oder orange Augen, Weibchen bleiben kleiner und haben rot umrandete weiße Augen. Bei den Weibchen fehlen außerdem schwarze Abzeichen auf dem Schnabel.

### Erscheinungsbild der Unterarten
Die Aufteilung in Unterarten leitet sich überwiegend von der Hornform ab. Kemp weist wegen der individuellen Unterschiede bei der Entwicklung des Horns darauf hin, dass eine Trennung in Unterarten deshalb möglicherweise nicht berechtigt ist.
Die Unterart Buceros rhinoceros borneonsis (Schlegel und Müller, 1840) gleicht im Körpergefieder der Nominatform. Das Horn ist aber gewöhnlich etwas kürzer und breiter und das Hornende weist gewöhnlich etwas stärker nach oben. Die Unterart Buceros rhinoceros sylvestris (Vieillot, 1816) weist im Unterschied zur Nominatform ein etwas breiteres Mittelband auf den Schwanzfedern auf. Das Horn weist an seinem Ende in der Regel nicht nach oben.

### Erscheinungsbild der Jungvögel und Subadulten
Gerade flügge gewordene Jungvögel gleichen den adulten Vögeln im Gefieder. Bei ihnen ist jedoch das Schnabelhorn noch kaum entwickelt. Der Orbitalring ist bei ihnen blaugrau, der Schnabel ist gelb mit einer orangen Schnabelbasis. Die Augen sind zunächst hell blaugrau.
Subadulte Vögel haben im Alter von zwei Monaten braune Augen. Ab einem Alter von drei bis vier Lebensmonaten beginnt sich das Horn zu entwickeln. Der Schnabel und das Schnabelhorn sind aber selbst im Alter von drei bis vier Jahren noch nicht vollständig entwickelt. Beim Schnabelhorn wurde noch ein Wachstum bei Vögeln festgestellt, die bereits ein Alter von 8,5 Jahren erreicht hatten.

## Verwechselungsmöglichkeiten
Im Verbreitungsgebiet des Rhinozeroshornvogels kommen zwei weitere große Nashornvogelarten vor. Der zur selben Gattung gehörende Doppelhornvogel hat einen gelben Schnabel und ein gelbes Schnabelhorn. Der Weißanteil im Gefieder dieser Art ist außerdem größer. Weiße Gefiederpartien finden sich unter anderem am Hals, am Scheitel und die Schwingen haben weiße Federspitzen, was auch bei zusammengefalteten Flügeln zu erkennen ist. Der Schildschnabel, der innerhalb der Nashornvögel einer anderen Gattung zugerechnet wird, hat ein massives Schnabelhorn, das rötlich gefärbt ist und etwa in der Mitte des Schnabels abrupt endet. Scheitel und Hals sind bei dieser Nashornvogelart rot.

## Verbreitung und Lebensraum

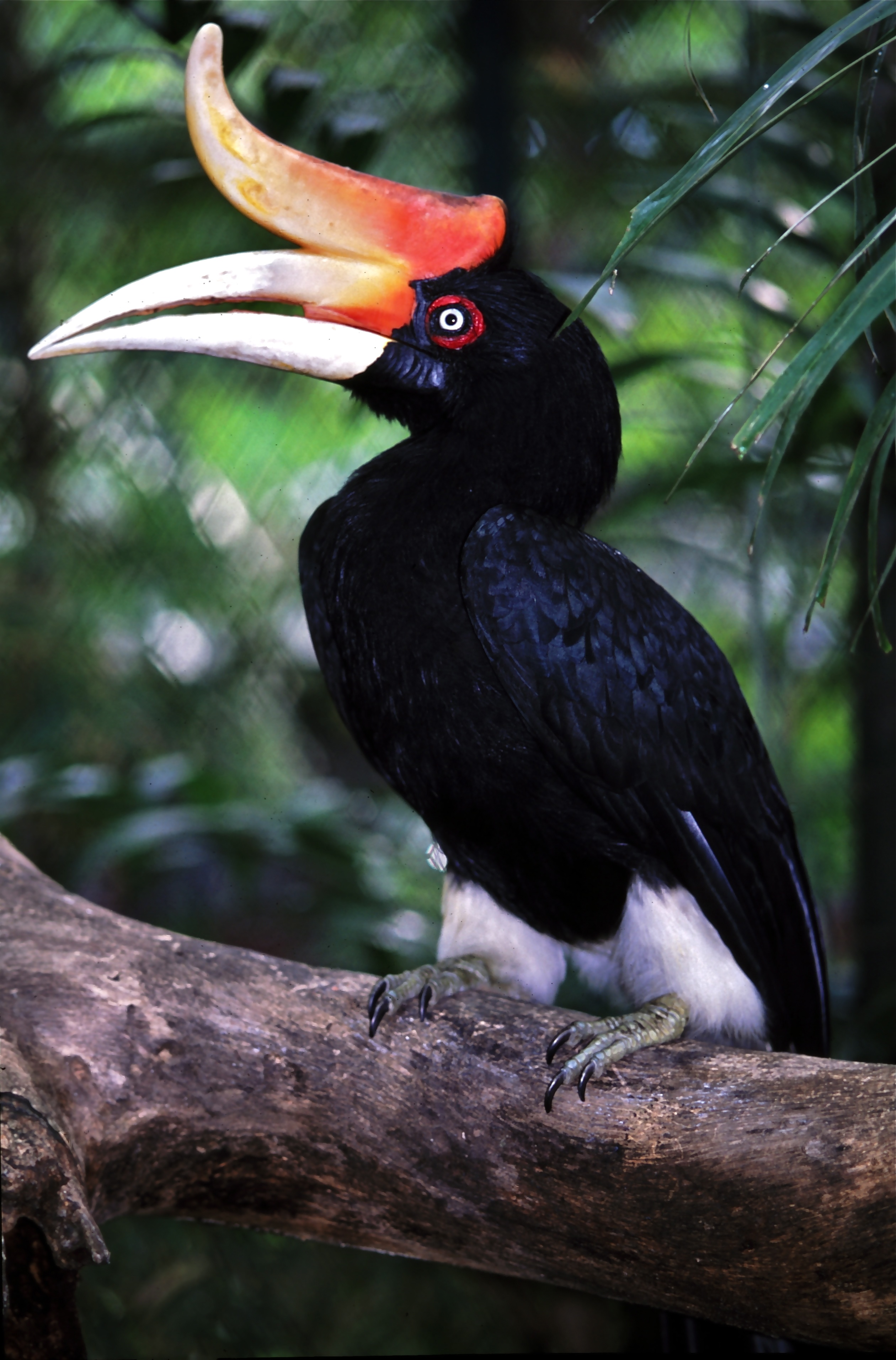
Rhinozerosvogel, Weibchen

Die Nominatform des Rhinozerosvogels (Buceros rhinoceros rhinoceros) ist auf der Malaiischen Halbinsel sowie der Insel Sumatra heimisch. Bis zum Jahre 1950 erstreckte sich das Verbreitungsgebiet noch bis Singapur. Auf Borneo lebt die Unterart Buceros rhinoceros borneoensis, auf Java Buceros rhinoceros silvestris.
Der Lebensraum liegt im tropischen Regenwald in Höhen bis 1400 m, wobei der Rhinozerosvogel aufgrund seiner Nistgewohnheiten Primärwald, also vom Menschen weitestgehend unberührten Wald, benötigt. Er nutzt auch Wälder mit selektivem Holzeinschlag und sucht auch fruchttragende Bäume auf, die in Waldrandnähe stehen. Generell meidet er jedoch offenes Gelände und meidet es, längere Strecken über offenes Gelände zu fliegen.
Wo es noch geeignete Lebensräume für ihn gibt, ist der Rhinozerosvogel durchaus häufig. Auf der malaiischen Halbinsel kommen in Primärwäldern auf 0,5 bis 2,5 Quadratkilometer ein Paar. Es sind primär eine zunehmende Entwaldung, die dazu führt, dass die Bestandszahlen zurückgehen.

## Allgemeine Lebensweise
Die meisten ausgewachsenen Rhinozeroshornvögel leben paarweise und verteidigen ein Revier. Bei den immer wieder beobachteten Trupps von bis zu 25 Individuen handelt es sich um Subadulte und nicht brütende geschlechtsreife Vögel. Diese nomadisieren abhängig vom Nahrungsangebot über weite Gebiete und teilen sich gelegentlich auch in Subtrupps auf, die ein paar hundert Meter voneinander entfernt nach Nahrung suchen.
Verpaarte Rhinozerosvögel sind standorttreu und verteidigen ein Revier, sie tolerieren allerdings nichtbrütende Trupps, wenn diese ihr Revier durchqueren. Dagegen zeigen sie ein revierverteidigendes Verhalten gegenüber benachbarten Brutpaaren. Zu dem dann gezeigten Verhalten gehört vor allem eine Reaktion auf deren Rufe. Fliegen verpaarte Vögel durch ihr Revier, dann führt immer das Männchen. Folgt dem Paar ein dritter Vogel, handelt es sich immer um den Jungvogel.
Zum Komfortverhalten der Nashornvögel gehört Sonnenbaden. Sie breiten dabei die Flügel weit aus und sträuben die Schwanzfedern. Regennasse Blätter werden genutzt, um zu baden.

## Ernährung

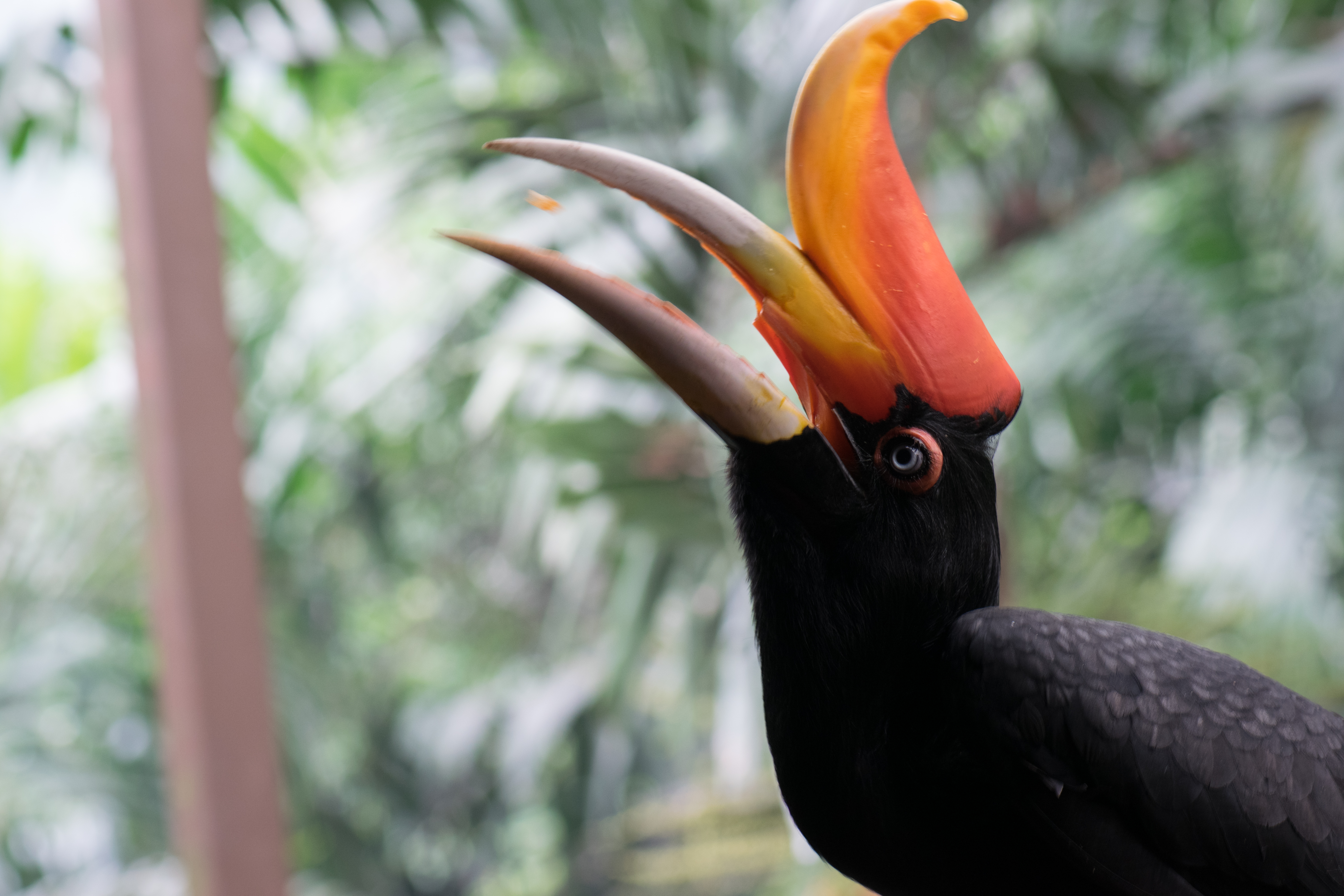
Weibchen beim Fressen einer Erdnuss

Wie viele Nashornvogelarten ist der Rhinozerosvogel omnivor. Der größte Teil des Nahrungsbedarfes wird durch Früchte gedeckt, wobei zuckerreiche Wildfeigenarten 40 bis 60 Prozent der Nahrung ausmachen. Rhinozerosvögel sind jedoch auch in der Lage, lipidreiche Kapsel- und Steinfrüchte mit ihrem Schnabel aufzubrechen. Dies spielt insbesondere dann in ihrer Ernährung eine Rolle, wenn das Angebot an Früchten gering ist. Zum Nahrungsspektrum gehören neben mindestens 13 Arten verschiedener Feigen auch Muskatnussgewächse und die Früchte der in Asien eingeführten Ölpalme.
Etwa fünfzig Prozent der Zeit, die der Nashornvogel mit der Nahrungssuche verbringt, entfällt auf die aktive Jagd nach kleinen Wirbeltieren und großen Gliederfüßern. Dieses Verhalten teilt er mit vielen anderen Nashornvogelarten. Ähnlich wie bei diesen deckt er mit tierischem Protein jedoch weit weniger als fünfzig Prozent seines Nahrungsbedarfes. Zu den gefressenen Tieren zählen Baumfrösche, Vogeleier, Spinnen und große Insekten wie Käfer und Grillen. Drongos reagieren aggressiv auf Rhinozeroshornvögel, was ein Indiz dafür ist, dass mindestens ihre Eier und Jungvögel zum Nahrungsspektrum dieses Nashornvogels gehören.
Der Rhinozerosvogel ist in der Lage, seinen Flüssigkeitsbedarf ausschließlich über seine pflanzliche Nahrung zu decken. Er wurde noch nie beim Trinken von Wasser beobachtet.

## Fortpflanzung

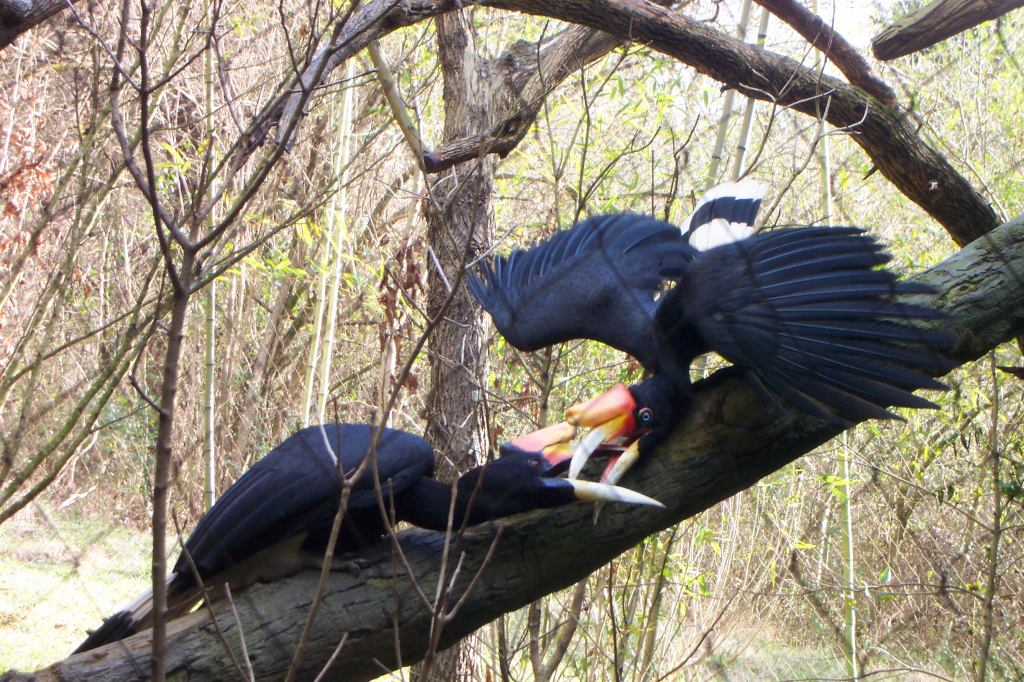
Schnabelgefecht zwischen zwei Rhinozerosvögeln

Rhinozerosvögel sind monogame Vögel. Es gibt mehrere Indizien, dass sie gelegentlich unterstützt von Helfern ihren Nachwuchs großziehen. Ende des 19. Jahrhunderts wurde an einer Bruthöhle beobachtet, dass mehrere junge Männchen das in der Bruthöhle sitzende Weibchen weiterfütterten, nachdem das mit ihr verpaarte Männchen an der Bruthöhle abgeschossen worden war. Bei in Gefangenschaft behaltenen Rhinozerosvögeln haben sich mehrfach noch nicht geschlechtsreife Jungvögel daran beteiligt, Futter zur Bruthöhle eines Paares zu bringen. Kooperatives Brutverhalten ist bei mehreren Nashornvogelarten beobachtet worden.

### Balzverhalten
Die Fortpflanzungszeit beginnt damit, dass das Männchen zunehmend mit Futter um das Weibchen wirbt. Solches Balzverhalten beginnt normalerweise einen bis anderthalb Monate, bevor das Weibchen die Bruthöhle aufsucht. Ab dieser Zeit werden auch wiederholt geeignete Bruthöhlen aufgesucht und vom Weibchen inspiziert. Das Balzfüttern durch das Männchen intensiviert sich vor dem Brutbeginn. Etwa 16 Tage, bevor sich das Weibchen in die Bruthöhle begibt, paaren sich die beiden. Zu Kopulationen kommt es mitunter alle 30 Minuten. Dazwischen kommt es zu Balzfüttern durch das Männchen, intensivem Verfolgungsjagden und Scheinkämpfe mit den Schnäbeln.

### Nistdauer, Brutzeit und Gelegegröße

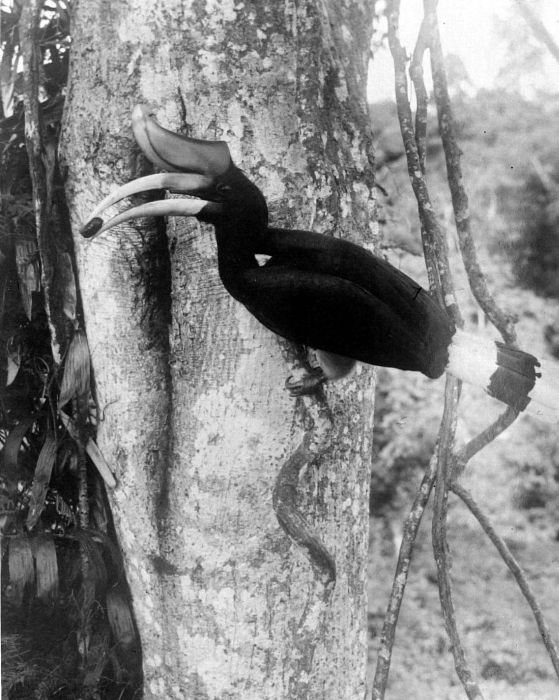
Rhinozerosvogel füttert einen in der Bruthöhle sitzenden Jungvogel, Aufnahme aus dem Jahre 1936

Bei in menschlicher Obhut gehaltenen Nashornvögeln wurde eine Nistdauer von 105 bis 126 Tagen beobachtet. Davon entfallen 37 bis 46 Tage auf die Bebrütung der Eier und 78 bis 80 Tage auf die Nestlingszeit der Jungvögel. Das Weibchen verlässt wie bei vielen anderen Nashornvogelarten die Bruthöhle vor dem Flüggewerden der Jungvögel. Durchschnittlich verweilt sie rund drei Monate in der Bruthöhle.
Die Brutzeit der Rhinozerosvögel ist an keine spezifische Saison befunden. Auf der malaiischen Halbinsel wurden Eiablagen im März, Juni und November beobachtet. Auf Java schritten Rhinozerosvögel im März und April zur Brut. Das Gelege besteht aus einem bis zwei Eiern. Es wird in freier Wildbahn jedoch nur ein Jungvogel groß gezogen. Bei in menschlicher Obhut gehaltenen Vögeln wurden dagegen auch schon zwei Jungvögel flügge. Bei in Gefangenschaft gehaltenen Vögeln kam es auch zu Nachgelegen, wenn der Jungvogel während seiner Nestlingszeit starb.
Rhinozerosvögel schreiten nicht jedes Jahr zu Brut, auch wenn sie ihre Bruthöhlen mindestens jährlich wieder aufsuchen. Bei einem auf Borneo intensiver beobachteten Brutpaar setzte das Paar für zwei Jahre mit weiteren Brutversuchen aus.

### Bruthöhle und Aufzucht des Jungvogels
Als Bruthöhle dienen dem Rhinozerosvogel natürliche Baumhöhlen in Höhen von 9 bis 15 Metern über dem Erdboden. Rhinozerosvögel wurden allerdings auch schon dabei beobachtet, wie sie Felsspalten inspizierten. Es wurden bislang aber von keinen Brutversuchen in Felsspalten berichtet.
Rhinozerosvögel wählen solche Bruthöhlen aus, die einen länglichen Schlitz als Zugang aufweisen, der gerade groß genug ist, um dem Weibchen einen Zugang zu gewähren. Der Zugang zur Bruthöhle wird allein vom Weibchen von innen versiegelt. Sie nutzt dabei überwiegend ihre eigenen Exkremente sowie Holzbestandteile aus der Nisthöhle, die sie zum Teil auch zerkaut. Eine Beteiligung des Männchens am Versiegeln der Bruthöhle wurde bislang nur bei in menschlicher Obhut gehaltenen Vögeln beobachtet. Die Eiablage erfolgt nach dem Versiegeln der Bruthöhle. Das Weibchen durchläuft während der Zeit in der Bruthöhle die Mauser. Sie scheint in den meisten Fällen jedoch das Großgefieder nicht gleichzeitig zu vermausern. Anders als eine Reihe anderer Nashornvogelarten würde das Weibchen damit ihre Flugfähigkeit behalten. Wenn das Weibchen nach etwa drei Monaten die Versiegelung der Bruthöhle aufbricht, die Bruthöhle verlässt und die Jungvögel allein zurücklässt, versiegeln die Jungvögel eigenständig von innen die Höhle. Sowohl das Weibchen als auch später die Jungvögel lassen lediglich einen schmalen Schlitz offen. Durch diesen Spalt füttert das Männchen zunächst das Weibchen und später auch die Jungvögel.
Das Weibchen hält die Bruthöhle sauber und trocken, indem sie ihre Exkremente durch den Spalt spritzt. Sie wirft durch den Spalt auch später die Exkremente der Jungvögel sowie Futterreste und ähnlichen Abfälle. Sind die Jungvögel groß genug, koten sie ähnlich wie das Weibchen durch den Spalt.
Das Männchen versorgt während der größten Zeit der Nistdauer zunächst das Weibchen und später auch den Jungvogel mit Nahrung. Das Weibchen beteiligt sich an der Fütterung des Jungvogels, sobald sie die Bruthöhle verlassen hat. Die Nahrung wird meistens im Schlund herangetragen und dann hervorgewürgt. Feigen machen einen großen Teil der Nahrung aus, die herbeigebracht wird.
In freier Wildbahn werden flügge gewordene Rhinozerosvögel noch sechs Monate nach dem Zeitpunkt ihres Flüggewerdens von den Elternvögeln gefüttert. Bei einem Jungvogel wurde beobachtet, dass er noch Monate, nachdem er bereits eigenständig war, sich im Revier der Elternvögel aufhielt. Er verließ dieses erst, als ein Trupp subadulter Rhinozerusvögel das Revier der Elternvögel durchquerte.

## Bestand und Gefährdung
Der Rhinozerosvogel benötigt möglichst unberührten Primärwald als Lebensraum. Da die Regenwälder in Südostasien zunehmend verschwinden, insbesondere im zugänglichen Flachland, verkleinert sich auch das Verbreitungsgebiet des Rhinozerosvogels konstant. Auch in bergigen Gebieten ist nur noch teilweise ausreichend Primärwald vorhanden, so dass die IUCN den Rhinozerosvogel insgesamt als gefährdet einstuft.

## Rhinozerosvogel und Mensch

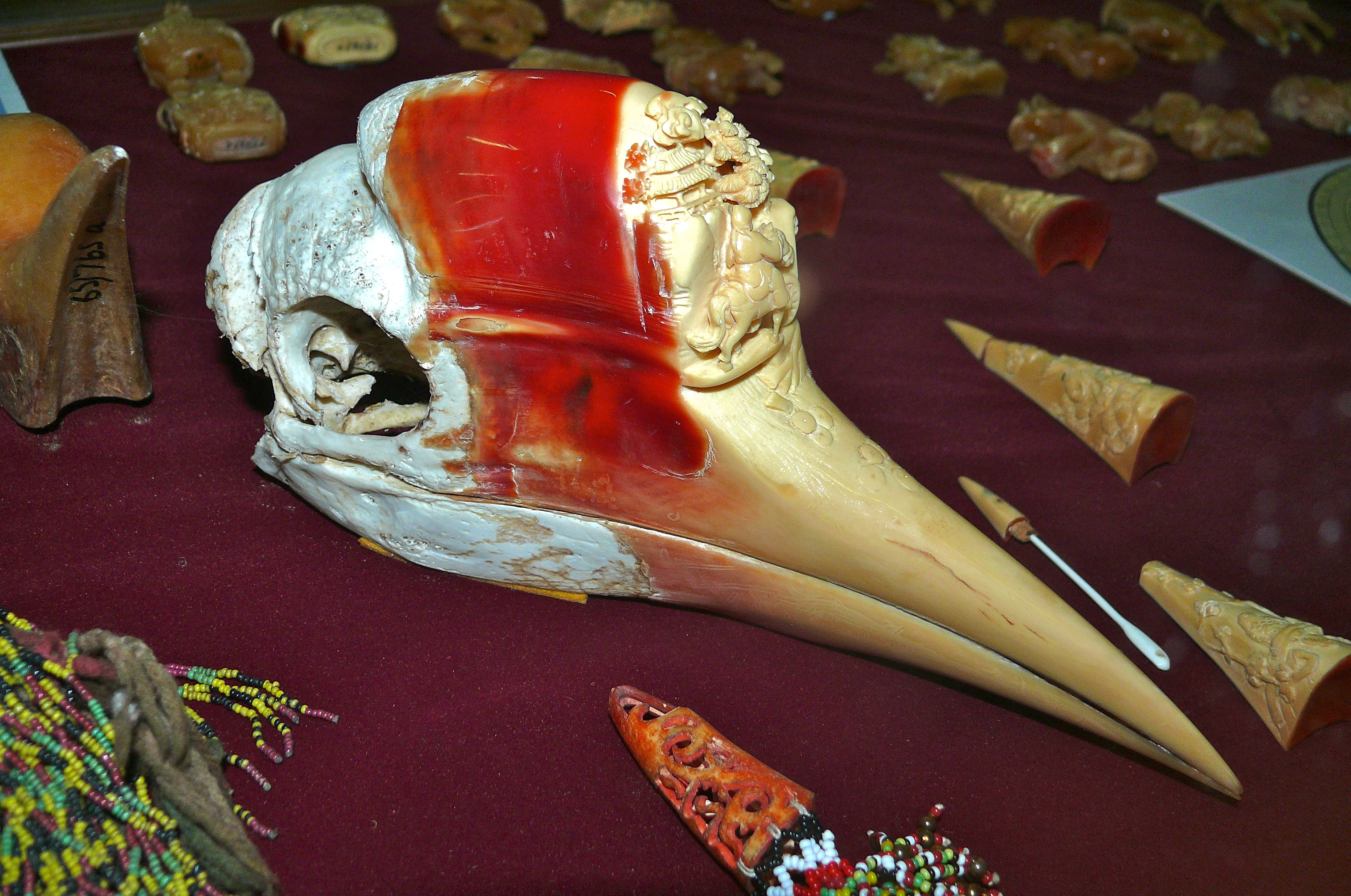
Skelettierter Schädel eines Rhinozerosvogels mit Schnitzereien

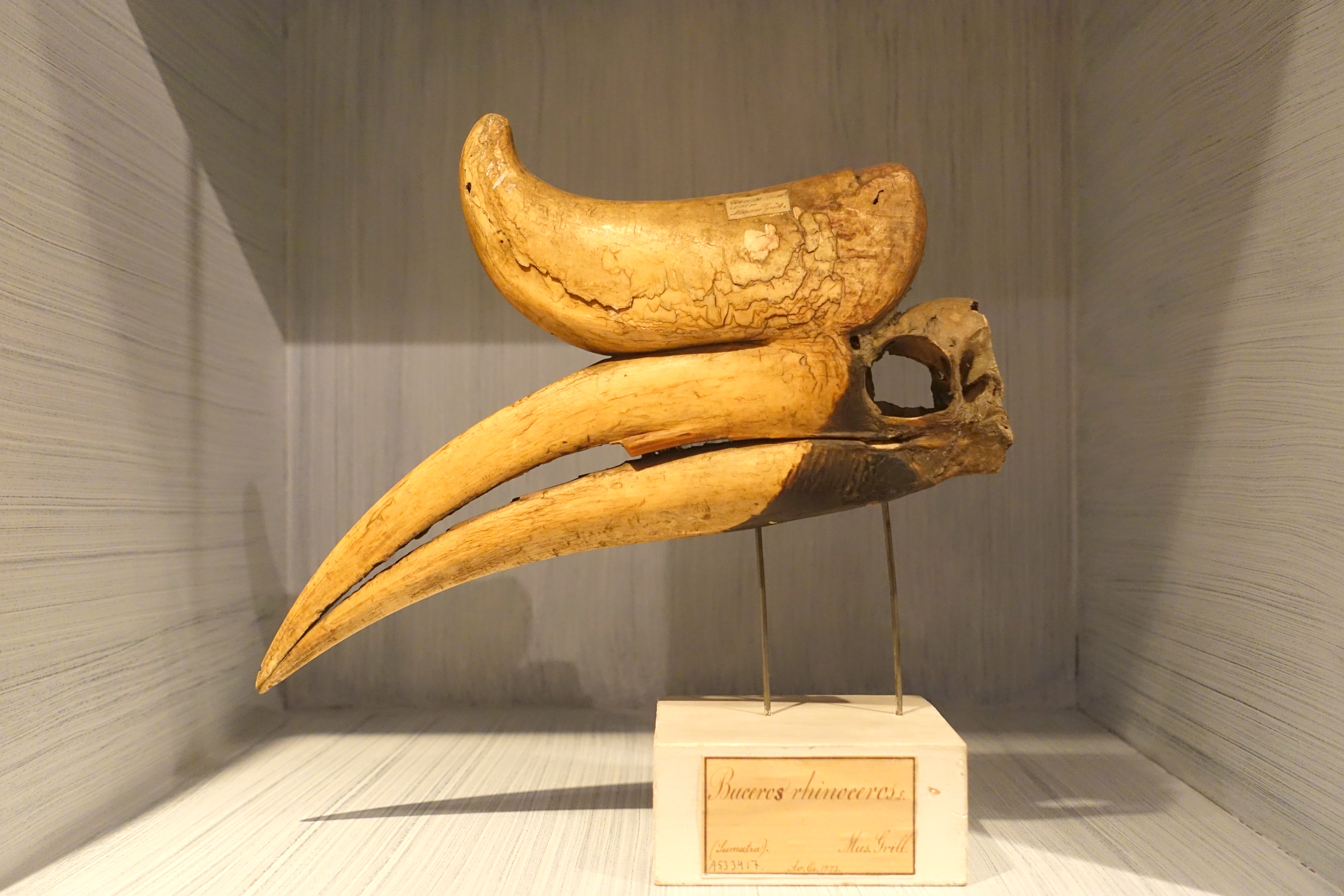
Skelettierter Schädel, wie ihn Ethnien Sumatras aufbewahren. Völkerkundemuseum Stockholm

Der Rhinozerosvogel spielt bei vielen indigenen Völkern seines Verbreitungsgebietes eine Rolle. Bei den Dayak Borneos werden die langen Schwanzfedern gesammelt und für Kopfschmuck und in traditionellen Kleidungsstücken verarbeitet. Schädel und Hörner wurden oder werden aufbewahrt, wobei die Schädel häufig durch Schnitzereien bearbeitet werden. Ein auffälliges Aggressionsverhalten dieser Art – nämlich das Auf- und Abhüpfen auf einem Ast als Drohgeste – wird in Tänzen der Dayak aufgegriffen. Für die erste Hälfte des 20. Jahrhunderts wurde auch noch beschrieben, dass Rhinozerosvögel vereinzelt als Haustiere gehalten wurden.
Der Rhinozerosvogel ist Wappenvogel des malaiischen Bundesstaates Sarawak, weil er in den ethnischen Religionen einiger Volksgruppen Sarawaks eine Rolle spielt. Bei den Iban nimmt er eine sehr zentrale Rolle ein. Er wird deswegen häufig in Schnitzereien nachgebildet.

## Einzelbelege
1. 1 2  Buceros rhinoceros in der Roten Liste gefährdeter Arten der IUCN 2020.09. Eingestellt von: BirdLife International, 2020. Abgerufen am 3. Februar 2023.
2. 1 2  Kemp: The Hornbills - Bucerotiformes. S. 186.
3. 1 2 3 4  Kemp: The Hornbills - Bucerotiformes. S. 185.
4. 1 2  Kemp: The Hornbills - Bucerotiformes. S. 184.
5. 1 2 3 4 5 6 7  Kemp: The Hornbills - Bucerotiformes. S. 187.
6. 1 2 3 4  Kemp: The Hornbills - Bucerotiformes. S. 188.
7. 1 2 3  Kemp: The Hornbills - Bucerotiformes. S. 189.